# Крістіан Сантос
Крістіан Сантос (ісп. Christian Santos, нар. 24 березня 1988, Пуерто-Ордас) — венесуельський футболіст, нападник, фланговий півзахисник клубу «Алавес».
Виступав, зокрема, за «Неймеген», а також національну збірну Венесуели.

## Клубна кар'єра
Народився 24 березня 1988 року в місті Пуерто-Ордас. Вихованець юнацьких команд німецьких футбольних клубів Ліппштадт 08 та «Армінія» (Білефельд).
У дорослому футболі дебютував 2007 року виступами за команду «Армінія-2» (Білефельд), в якій провів чотири сезони, взявши участь у 76 матчах чемпіонату. У складі дублерів білефельдської «Армінії» був одним з головних бомбардирів команди, маючи середню результативність на рівні 0,36 голу за гру першості.
Згодом з 2011 по 2014 рік грав у складі команд клубів «Ейпен» та «Васланд-Беверен».
Своєю грою за останню команду привернув увагу представників тренерського штабу клубу «Неймеген», до складу якого приєднався 2014 року. Відіграв за команду з Неймегена наступні два сезони своєї ігрової кар'єри. Більшість часу, проведеного у складі «Неймегена», був основним гравцем команди. В новому клубі був серед найкращих голеодорів, відзначаючись забитим голом в середньому щонайменше у кожній третій грі чемпіонату.
До складу клубу «Алавес» приєднався 2016 року.

## Виступи за збірну
2015 року дебютував в офіційних матчах у складі національної збірної Венесуели. Наразі провів у формі головної команди країни 7 матчів, забивши 1 гол.
У складі збірної був учасником Кубка Америки 2016 року у США.

## Титули і досягнення
- «Неймеген»

Чемпіон Еерстедивізі (1): 2015